# HD 3421
HD 3421 è una stella gigante brillante gialla di magnitudine 5,44 situata nella costellazione di Andromeda. Dista 1022 anni luce dal sistema solare.

## Osservazione
Si tratta di una stella situata nell'emisfero celeste boreale. La sua posizione moderatamente boreale fa sì che questa stella sia osservabile specialmente dall'emisfero nord, in cui si mostra alta nel cielo nella fascia temperata; dall'emisfero australe la sua osservazione risulta invece più penalizzata, specialmente al di fuori della sua fascia tropicale. La sua magnitudine pari a 5,4 fa sì che possa essere scorta solo con un cielo sufficientemente libero dagli effetti dell'inquinamento luminoso.
Il periodo migliore per la sua osservazione nel cielo serale ricade nei mesi compresi fra settembre e febbraio; nell'emisfero nord è visibile anche per un periodo maggiore, grazie alla declinazione boreale della stella, mentre nell'emisfero sud può essere osservata solo durante i mesi della tarda primavera e inizio estate australi.

## Caratteristiche fisiche
La stella è una gigante brillante gialla; possiede una magnitudine assoluta di -2,04 e la sua velocità radiale negativa indica che la stella si sta avvicinando al sistema solare.